# Augustus George Vernon Harcourt

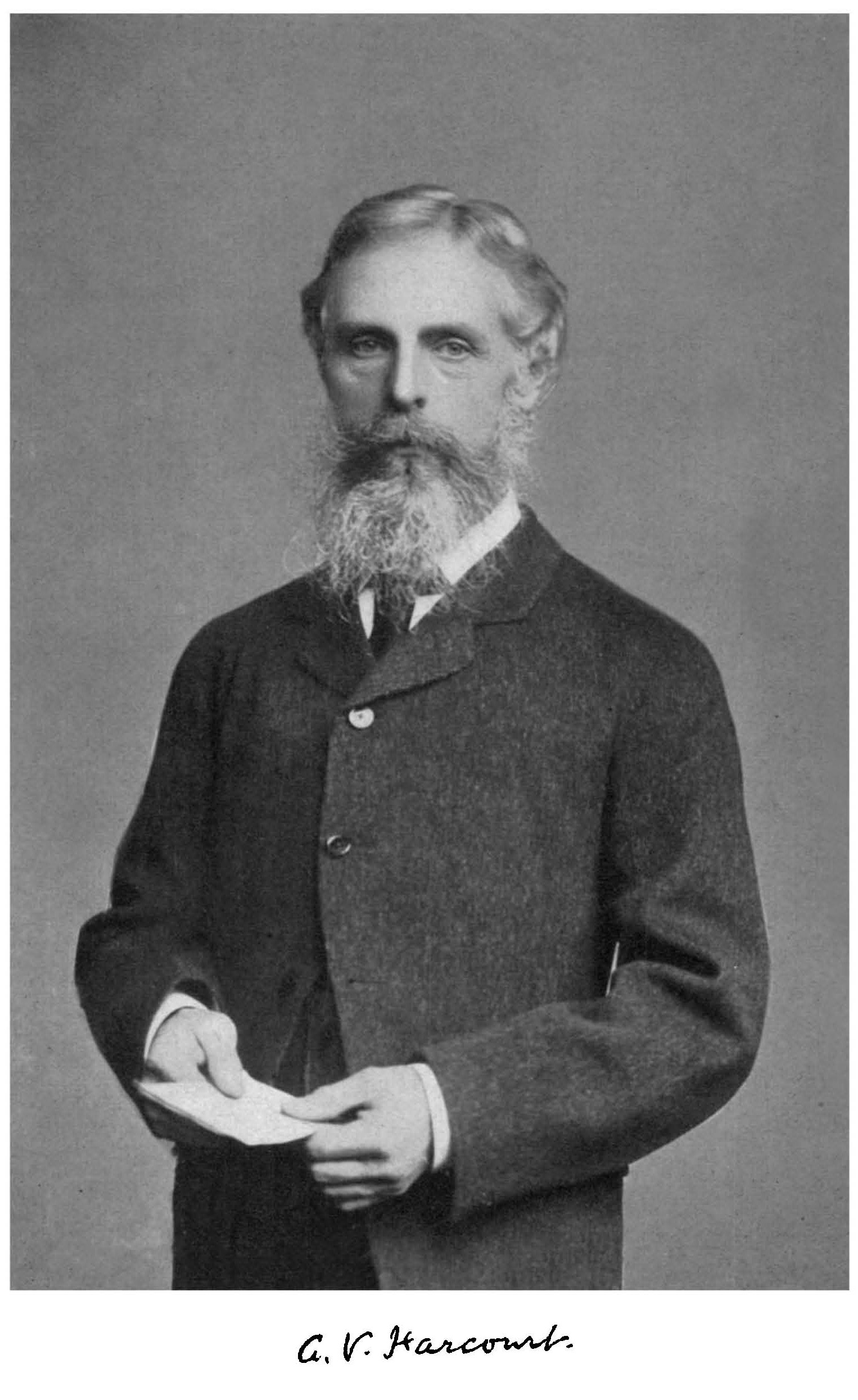
Augustus George Vernon Harcourt

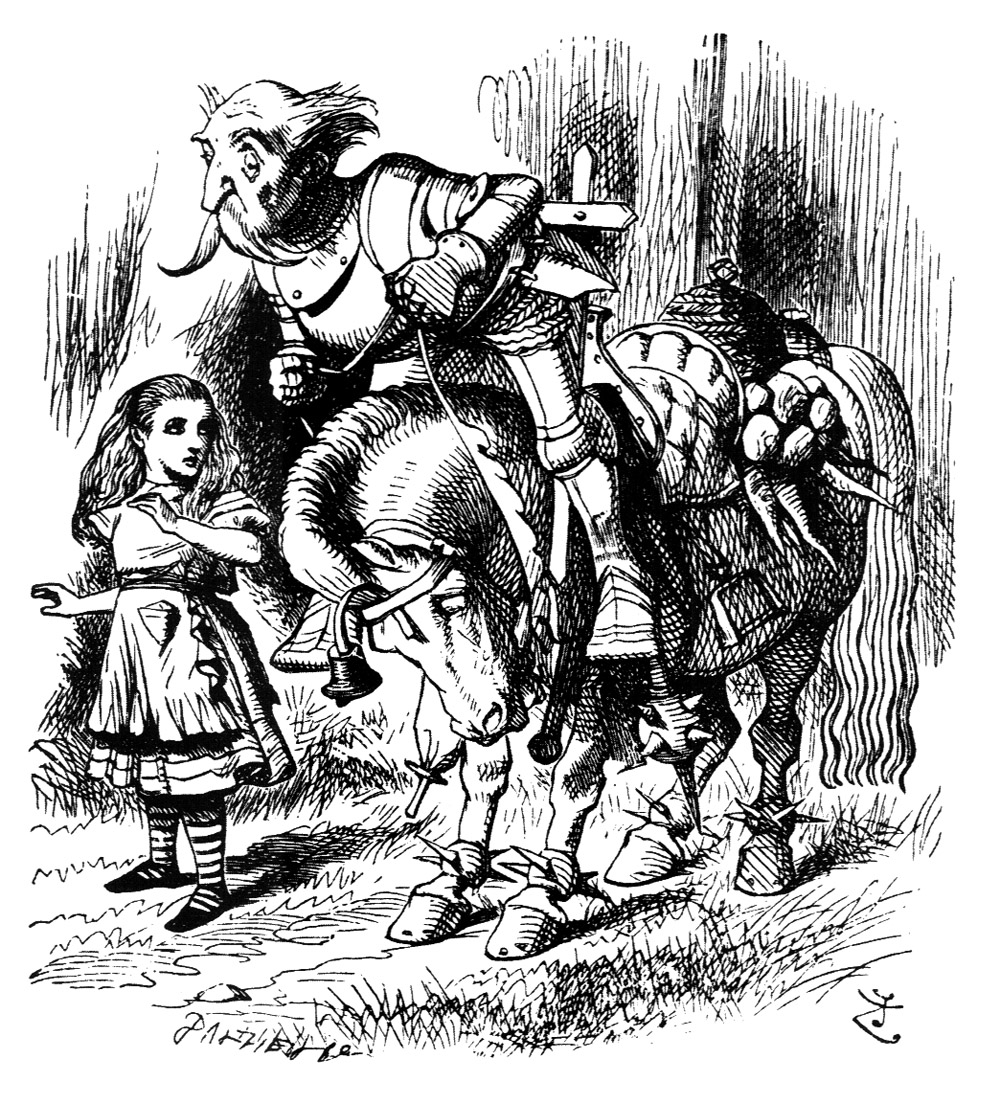
Alice trifft den Weißen Ritter. Illustration von John Tenniel in Through the Looking-Glass, and What Alice Found There aus dem Jahr 1870.

Augustus George Vernon Harcourt (* 24. Dezember 1834 in London; † 23. August 1919 in St Clare, bei Ryde) war ein britischer Chemiker, der zu den Begründern der chemischen Kinetik gehört. Er war – zumindest teilweise – Vorbild für die Gestalt des Weißen Ritters in Lewis Carrolls Kinderbuch Alice hinter den Spiegeln.

## Leben und Wirken

### Familie und Privatleben
Augustus George Vernon Harcourt war der ältere Sohn von Admiral Frederick Edward Vernon Harcourt (1790–1883) und dessen Frau Marcia († 1868), Schwester von John Jervis Tollemache, 1. Baron Tollemache (1805–1890). Sein Großvater war Edward Harcourt (1757–1847), Erzbischof von York und sein Onkel William Vernon Harcourt (1789–1871), der als Gründer der British Association for the Advancement of Science gilt.
Harcourt war eng mit Charles Dodgson, besser bekannt als Lewis Carroll, befreundet. Gemeinsam verbrachten sie viel Zeit mit den Kindern von Benjamin Collins Brodie und Henry George Liddell, darunter Alice Liddell. Er war – zumindest teilweise – Vorbild für die Gestalt des Weißen Ritters in Carrolls Kinderbuch Alice hinter den Spiegeln.
1872 heiratete er Rachel Mary Bruce (1848–1927), eine Tochter von Henry Bruce, 1. Baron Aberdare, mit der er zwei Söhne und acht Töchter, darunter Janet Vernon Harcourt (1879–1966), hatte.

### Ausbildung und berufliche Karriere
Augustus George Vernon Harcourt wurde zunächst an der Cheam- und der Harrow School unterrichtet. Ab 1854 setzte er seine Ausbildung am Balliol College in Oxford fort, wo der Mathematiker Henry John Stephen Smith zu seinen Lehrern gehörte. Nachdem Benjamin Collins Brodie jr. 1855 seine Lehrtätigkeit als Professor der Chemie aufgenommen hatte, wurde Harcourt bald dessen Assistent, bei dem er 1859 promovierte. Als Brodie 1858 an das neu gegründete Oxford University Museum of Natural History wechselte, folgte ihm Harcourt als Vorlesungsassistent. 1859 wurde Harcourt zum Dr-Lee’s-Reader für Chemie, benannt nach Matthew Lee (1694–1755), sowie zum Senior Student von Christ Church gewählt. Beide Positionen bekleidete er bis 1902, als er in den Ruhestand ging.
Harcourt unterrichtete einige später bedeutende Chemiker, beispielsweise Harold Baily Dixon (1852–1930), David Leonard Chapman (1869–1958) sowie Nevil Vincent Sidgwick (1873–1952).

### Forschungsgebiete
Anfang der 1860er Jahre begann sich Harcourt mit der Geschwindigkeit chemischer Reaktionen zu befassen. Er suchte nach Reaktionen, bei denen er den Betrag der Veränderung während eines bestimmten Zeitraums genau messen konnte. Dabei konzentrierte Harcourt sich auf eine Reaktion von Oxalsäure, Kaliumpermanganat und Schwefelsäure sowie zwischen Wasserstoffperoxid und Iodwasserstoff in einer sauren Lösung, die sich als einfacher handhabbar erwies. In Zusammenarbeit mit dem Mathematiker William Esson konnte Harcourt 1866 so unabhängig von Cato Maximilian Guldberg und Peter Waage das Massenwirkungsgesetz in seiner einfachsten Form formulieren. 1912 arbeiteten beide erneut zusammen, um den Einfluss der Temperatur auf die Reaktionsgeschwindigkeit zu ermitteln, waren dabei jedoch nicht sehr erfolgreich. Ein bemerkenswertes Ergebnis dieser Zusammenarbeit war jedoch die Vorhersage einer Temperatur, bei der jegliche chemische Reaktion aufhören würde. Als Temperatur gaben sie einen Wert von −272,6 °C an, der ziemlich gut mit dem absoluten Nullpunkt (0 K entspricht −273,15 °C) übereinstimmt.
Auf dem Gebiet der angewandten Chemie war Harcourt, der 1872 zu einem der drei Berater der Londoner Städtischen Gaswerke ernannt worden war, mit Untersuchungen zur Reinheit des Stadtgases beschäftigt. Dafür entwickelte er unter anderem einen Schwefeltest. Außerdem erfand er eine Pentan-Lampe, die die bisher verwendeten Walrat-Kerzen als Standardlichtquelle bei Messungen ablöste. 1899 hatte Harcourt eine Methode zur Bestimmung der Konzentration von Chloroform entwickelt. Er wurde Berater der British Medical Association und erdachte einen einfachen tragbaren Inhalator für die Chloroform-Anästhesie, der einige Zeit praktische Anwendung fand.

### Mitgliedschaften
Harcourt wurde 1859 in die Chemical Society aufgenommen. Von 1865 bis 1873 war er einer ihrer Sekretäre und 1895 Präsident der Chemical Society. Am 4. Juni 1868 wurde Harcourt als Mitglied in die Royal Society aufgenommen. Von 1878 bis 1880 war er für den Rat der Gesellschaft tätig. Gemeinsam mit William Esson hielt er am 9. Mai 1895 die Baker-Vorlesung. Frühzeitig nahm er an den Treffen der British Association teil und leistete zahlreiche Beiträge zur chemischen Sektion, deren Präsident er 1875 war. Einige Jahre später wurde Harcourt zu einem der Generalsekretäre der British Association gewählt. Dieses Amt übte er 14 Jahre lang aus.

## Schriften (Auswahl)
Bücher
- Exercises in Practical Chemistry. 1. Auflage, Clarendon Press, Oxford 1869 (online) mit Henry George Madan (1838–1901)

Zeitschriftenbeiträge
- On the Peroxides of Potassium and Sodium. In: Quarterly Journal of the Chemical Society of London. Band 14, 1862, S. 267–290 (doi:10.1039/QJ8621400267).
- On a Method for the Determination of Nitric and Nitrous Acids. In: Quarterly Journal of the Chemical Society of London. Band 15, 1862, S. 381–386 (doi:10.1039/JS8621500381).
- On the rate of chemical change. In: Chemical news and journal of physical science. Band 10, 1864, S. 171–173 (online).
- On the Laws of Connexion between the Conditions of a Chemical Change and Its Amount. In: Proceedings of the Royal Society. Band 14, 1865, S. 470–474 (doi:10.1098/rspl.1865.0080). – mit William Esson
- On the Laws of Connexion between the Conditions of a Chemical Change and Its Amount. In: Philosophical Transactions of the Royal Society. Band 156, 1866, S. 193–221 (doi:10.1098/rstl.1866.0010) – mit William Esson
- On the Observation of the course of Chemical Change. In: Journal of the Chemical Society. Band 20, 1867, S. 460–492 (doi:10.1039/JS8672000460).
- On the rate at which chemical actions take place. In: Chemical news and journal of physical science, Band 18, Nummer 449, 1868, S. 13–14 (online).
- On a Continuous Process for Purifying Coal Gas from Sulphuretted Hydrogen and Ammonia, and for Extracting Sulphur and Ammoniacal Salts. In Chemical news and journal of industrial science. Band 28, Nummer 723, 1873, S. 175 (online). – mit Frederick William Fison, 1. Baronet (1847–1927)
- Bakerian Lecture: On the Laws of Connexion between the Conditions of Chemical Change and Its Amount. In: Proceedings of the Royal Society. Band 58, Nummer 347–352, 1895, S. 108–113 (doi:10.1098/rspl.1895.0014).
- On a Method for Providing a Current of Gaseous Chloroform mixed with Air in any desired proportion, and on Methods for Estimating the Gaseous Chloroform in the Mixtures. In: Journal of the Chemical Society, Transactions. Band 75, 1899, S. 1060–1066 (doi:10.1039/CT8997501060).
- Observations on the Phenomena and Products of Decomposition when Normal Cupric Acetate is Heated. In: Journal of the Chemical Society, Transactions. Band 81, 1902, S. 1385–1402 (doi:10.1039/CT9028101385). – mit Andrea Angel (1877–1917)
- The Oxford Museum and its Founders. In: The Cornhill Magazine. Band 28, 1910, S. 350–363 (online).
- A Method for the Approximate Estimation of Small Quantities of Lead. In: Journal of the Chemical Society, Transactions. Band 97, 1910, S. 841–845 (doi:10.1039/CT9109700841).
- The Alleged Complexity of Tellurium. In: Journal of the Chemical Society, Transactions. Band 99, 1911, S. 1311–1313 (doi:10.1039/CT9119901311) – mit Herbert Brereton Baker.
- On the Variation with Temperature of the Rate of a Chemical Change. In: Philosophical Transactions of the Royal Society A. Band 212, Nummer 484–496, 1913, S. 187–204 (doi:10.1098/rsta.1913.0006). – mit William Esson